# 黃澍 (弘治舉人)
黃澍（15世紀—16世紀），字天澤，福建福州府侯官縣人，明朝政治人物。

## 生平
黃澍是弘治五年（1492年）壬子科順天鄉試第七十一名舉人，授順天府通判，龍山灣廠司供應朝廷炭薪，人民被豪右魚肉，往往傾家蕩產，他立法召商人納償，得遵行為令，京畿多勳戚和宦官，他亦按法懲治，慶雲侯周壽侵奪民田數千畝，他丈量後要求對方歸還，豪強們因而彈劾黃澍欺壓皇親，明孝宗說：「澍小臣能抗皇親，可嘉也。」陞治中，正德初年出為姚安知府，拒絕豪族拿出贖鍰數百兩抵罪，沒收其家產興建棟川書院，又有商人徐順僱用姚安人徐永勝攜帶八百兩金赴省城，中途被賊所掠，徐順歸咎徐永勝而控告對方，前任知府拘留其家屬十三人命令償還，而徐永勝等人仍坐死罪，他到任後知道徐永勝被冤枉，於是重賞通緝賊人，不久擒獲盜賊朱能、徐友諒治罪，並釋放徐永勝等十三人，不久致仕回鄉。

## 引用
1. 1 2  民國《閩侯縣志·卷六十七·列傳四下　明侯官》：黃鎬，字叔高，正統乙丑進士……子澍，字天澤，弘治壬子舉順天鄉試，授順天府通判，龍山灣廠司上供炭薪，民為豪右漁奪，往往重輸破家，澍立法召商畢納償之，財無妄費，後遵行為令，畿甸多勳戚貂璫，澍一切裁以法，慶雲侯侵奪民田數千畝，澍履畝勘還之，諸豪因劾澍欺皇親，帝曰：「澍小臣能抗皇親，可嘉也。」擢治中，正德初出守姚安府，鐵索箐逋，寇逼郡城，澍召士兵設策擒馘數百人，其地遂靖，建棟川書院課士，士樂歸之，尋致仕歸。
2. ↑  光緒《姚州志·卷五·秩官志》：黃澍，侯官人，舉人正德間任知府，開誠平恕，有巨室獲罪，例出贖金數百鍰抗不納，澍籍其產建棟川書院，又有商人徐順者賃姚人徐永勝負金八百赴省城，中途被賊掠去，順歸咎永勝控於前守，拘永勝家屬十三人令傾產償順，永勝等仍坐死獄，澍蒞任後知其誣，遂懸重賞購賊，未幾獲賊朱能、徐友諒嚴梏之，果掠金賊也，追其金與順而治其罪，遂釋永勝等十三人，郡中以為神明。 州舊志